# 临潭郡
临潭郡，中国唐朝时设置的郡。
唐玄宗天宝元年（742年），改瀼州置临潭郡。治所在临江县（今广西崇左市）。下辖临江县、鹄山县（今广西扶绥县渠黎镇）、弘远县（今广西宁明县海渊镇）、波零县（今广西崇左市江州镇板崇村）。辖境相当今广西上思县及宁明县部分地。唐肃宗乾元元年（758年）改为瀼州。